# Italia's Got Talent (sesta edizione)
La sesta edizione del talent show Italia's Got Talent, composta da 10 puntate, è andata in onda dal 12 marzo al 14 maggio 2015. L'edizione è stata acquistata da Sky Italia trasmettendo il programma su Sky Uno a pagamento e su Cielo in chiaro 8 giorni dopo (4 per la seconda semifinale), con la finale trasmessa in simulcast.
La conduzione del programma viene affidata a Vanessa Incontrada. Le prime sette puntate sono dedicate alle audizioni, mentre le restanti tre sono dedicate alle due semifinali e alla finale. Da questa edizione il vincitore del programma, oltre a vincere 100 000 euro, vince anche la possibilità di esibirsi dal vivo in uno show al V Theatre di Las Vegas (precisamente nello spettacolo The Ultimate Variety Show).
Si tratta della prima edizione in onda su Sky dopo le prime cinque consecutive trasmesse da Mediaset.
Il vincitore del programma è Simone Al Ani, manipolatore dinamico di sfere e cerchi proveniente da Sirmione, in provincia di Brescia.

## Trasmissione
Il programma, in onda ogni giovedì su Sky Uno, viene trasmesso anche in streaming (Sky Go e Sky Online) ed on-demand tramite il servizio Sky On Demand, mentre viene replicato dopo 8 giorni su Cielo, con relativa trasmissione in streaming sul sito ufficiale del canale; la finale viene trasmessa in contemporanea su Sky Uno che su Cielo, così come avviene dalla settima edizione di X Factor.
Dal 5 marzo 2015 nel preserale del giovedì va in onda su Sky Uno Frank Matano - Planet's Got Talent, programma dove vengono mostrate le migliori esibizioni di Got Talent nel mondo commentate da Frank Matano e Matteo Martinez, amico e complice di Matano in scherzi e video sul web.
Ad una settimana dalla partenza del programma va inoltre in onda lo special Italia's Got Talent - I giudici dedicato ai nuovi quattro giudici del talent show Claudio Bisio, Luciana Littizzetto, Frank Matano e Nina Zilli.
Dal 16 agosto 2015 MTV Italia trasmette al pomeriggio delle puntate speciali intitolate Italia's Got Talent - Best Of, che raccolgono il meglio delle audizioni della sesta edizione del programma.

## Audizioni
I casting preparatori del programma si sono per lo più svolti il 19 e 20 luglio 2014 a Roma, il 20 settembre a Milano e il 4 e 5 ottobre a Rimini. I concorrenti che hanno passato questa prima tappa si sono esibiti davanti ai quattro giudici nelle audizioni pubbliche. A partire da questa edizione le audizioni diventano itineranti (così come avviene in altre versioni estere di Got Talent): per la prima volta, infatti, si sono svolte all'interno di più teatri italiani. Si sono registrate dal 10 al 12 novembre 2014 a Roma (Auditorium Conciliazione), dal 17 al 19 novembre ad Avellino (Teatro Carlo Gesualdo), dal 25 al 27 novembre a Torino (Auditorium Giovanni Agnelli) e dal 1° al 3 dicembre a Vicenza (Teatro Comunale). 
| Date                | Città    | Sede                        |
| ------------------- | -------- | --------------------------- |
| 10-12 novembre 2014 | Roma     | Auditorium Conciliazione    |
| 17-19 novembre 2014 | Avellino | Teatro Carlo Gesualdo       |
| 25-27 novembre 2014 | Torino   | Auditorium Giovanni Agnelli |
| 1-3 dicembre 2014   | Vicenza  | Teatro Comunale             |

Le audizioni, da questa edizione, presentano il Golden Buzzer, un buzz dorato speciale che può essere utilizzato solo una volta da ogni giudice durante tutto l'arco delle audizioni: esso, se viene premuto, manda il concorrente direttamente alle semifinali del programma annullando di conseguenza ogni possibilità di voto da parte dei giudici.
Legenda:
- Passa in semifinale grazie al Golden Buzzer
- Andato al ballottaggio per le semifinali con la Fonzies Wild Card

### Prima puntata
La prima puntata è andata in onda il 12 marzo 2015. Viene premuto per la prima volta il golden buzzer da Nina Zilli. Nella prima puntata i concorrenti ad aver passato il turno sono stati:
| Nome dei concorrenti               | Tipologia                        |
| ---------------------------------- | -------------------------------- |
| Straduri Killa                     | bambini freestyler               |
| Wildcats Superior                  | squadra sportiva di cheerleading |
| Bon Bon                            | gemelle danzatrici               |
| Shark & Groove                     | duo di cantanti hip-hop          |
| Origami                            | acrobati                         |
| Lucy Imbergerova con il cane Deril | addestratrice con cane           |
| Cadute dalle Nuvole                | duo di trapeziste                |
| Loop Alberto                       | rapper                           |
| Mary Sarnataro                     | comica e cabarettista            |
| Francesco Ferraro (in arte Cisky)  | ballerino contorsionista         |

### Seconda puntata
La seconda puntata è andata in onda il 19 marzo 2015. Frank Matano preme il secondo golden buzzer a disposizione di tutti i giudici. Gli artisti passati in questa puntata sono:
| Nome dei concorrenti                    | Tipologia                         |
| --------------------------------------- | --------------------------------- |
| Maurizio De La Vallée e Mr. Yuki Suzuky | comici                            |
| Cafelulè                                | danzatrici in verticale           |
| Vanity Crew                             | ballerini su tacchi               |
| Dario Doimo                             | barista freestyle                 |
| Asante Kenya Acrobats                   | acrobati                          |
| Catapult                                | ballerini con ombre cinesi        |
| Joel                                    | gruppo di cantanti                |
| Dario Grappeggia                        | performer travestito da dinosauro |
| Alessandro e Alessandro                 | ballerini di polka chinata        |
| Martina Giammarini                      | ballerina classica                |

### Terza puntata
La terza puntata è andata in onda il 26 marzo 2015.
| Nome dei concorrenti               | Tipologia                         |
| ---------------------------------- | --------------------------------- |
| Elastic Man                        | clown ed intrattenitore           |
| Les Farfadais                      | ballerini                         |
| Amber Dutta                        | ballerina bolliwoodiana           |
| Patrizia Dioguardi                 | cantante di rock lirico           |
| Caterina Giordano                  | cantante                          |
| Baby Dreamers                      | crew di bambini ballerini hip-hop |
| Francesca Fiume                    | attrice                           |
| Alessandro Travaglio in arte Trava | rapper                            |
| Gaggi Yatarov                      | atleta che pratica calisthenics   |
| Desideria Bove                     | karateka                          |
| Domenico Angelozzi in arte Pineto  | esperto di arti marziali          |

### Quarta puntata
La quarta puntata è andata in onda il 2 aprile 2015. Luciana Littizzetto preme il terzo golden buzzer.
| Nome dei concorrenti    | Tipologia                              |
| ----------------------- | -------------------------------------- |
| Nerd Force Crew         | ballerini di vari generi               |
| Sara Peverelli          | pole dancer                            |
| Giulio Dilemmi          | ballerino di tribal fusion belly dance |
| Isabelle e Felicien     | coppia di ballerini                    |
| Teatribù                | attori d'improvvisazione               |
| Gaga Simphony Orchestra | orchestra di musica pop lirica         |
| Genny e Moris           | illusionisti e performer               |
| Toni Bonji              | comico e finto artista di ombre cinesi |
| Fuckin’ Around          | ballerini di free-running              |
| Electricity             | performer del buio                     |
| N.Ough Megacrew         | ballerini hip-hop                      |
| Claudio Montuori        | artista di strada                      |

### Quinta puntata
La quinta puntata è andata in onda il 9 aprile 2015. Nella parte finale della puntata arriva una sorpresa: Simone Barbato, mimo divenuto famoso grazie alla trasmissione Zelig dove lavoravano Bisio e la Incontrada, si presenta in veste di concorrente, che canta dimostrando di essere un ottimo tenore oltre a un mimo. Tuttavia, non può proseguire nella competizione perché è pari a livello professionale rispetto ai giudici, pertanto non poteva essere valutato.
| Nome dei concorrenti                   | Tipologia                           |
| -------------------------------------- | ----------------------------------- |
| Andrea Trovarello                      | pizzaiolo acrobatico                |
| I Cupido                               | gruppo vocale                       |
| Samuele Francesco Mazza                | organettista                        |
| Poterico                               | gruppo di musicisti                 |
| Skuba Libre                            | rapper interpretante "Il Calabrone" |
| Bernadette ed Emanuele d’Angeli        | fratelli illusionisti               |
| Magica Rosy con il cane Ollie          | maga                                |
| Mattia Salmeri                         | ballerino                           |
| Amir Almussawi                         | beatboxer                           |
| Simone Al Ani                          | manipolatore dinamico               |
| Elisa Lamberti                         | acrobata aerea                      |
| Elisa Cipriani e Luca Condello         | ballerini classici                  |
| Mandala Dance                          | danza col Buugeng                   |
| Corona Events                          | teatro danza luci e acqua           |
| Stefano Rubino                         | suonatore di bicchieri di cristallo |
| Simone Barbato (ospite, non giudicato) | cantante lirico e mimo              |

### Sesta puntata
La sesta puntata è andata in onda il 16 aprile 2015.
| Nome dei concorrenti              | Tipologia                               |
| --------------------------------- | --------------------------------------- |
| Marianna De Sanctis               | artista specializzata in hula hoop      |
| Leonardo Fanelli                  | numero con bolle di sapone              |
| Francesco Rosato                  | imitatore                               |
| Francesca Zoccarato               | artista di strada comica con marionetta |
| Claudio Lauretta                  | imitatore                               |
| Roberto Giuliano in arte ReacTj   | esecutore di musica elettronica         |
| Mago Gianlupo                     | mago e illusionista                     |
| Andrea Lorenzoni in arte Laserman | performance con effetti visivi          |
| Enrico Trau                       | rumorista                               |
| Virginia Ruspini                  | cantante                                |
| Rachela                           | rappresentazioni su sabbia              |
| I Clave Cubana                    | cantanti e ballerini                    |
| Katrina Asfardi                   | controrsionista                         |
| Ginnidolls                        | ginnaste professioniste                 |
| No Gravity Dance Company          | ballerine illusioniste                  |
| I Lux Arcana                      | esibizione con il fuoco                 |

### Settima puntata
La settima puntata è andata in onda il 23 aprile 2015. In questa puntata finale delle audizioni, Claudio Bisio preme l'ultimo golden buzzer.
| Nome dei concorrenti                        | Tipologia                               |
| ------------------------------------------- | --------------------------------------- |
| Tragique                                    | band comica                             |
| Unbox Crew                                  | crew di ballerini                       |
| Abderrahim Kinane                           | cantante                                |
| Ferdinando Sanfilippo                       | attore comico                           |
| Riciclato Circo Musicale                    | band musicale                           |
| Emanuele Cedrone                            | suonatore di melodiosa                  |
| Rota Temporis                               | medieval band                           |
| Mitja Bichon                                | pianista                                |
| I Camillas                                  | duo di cantanti comici                  |
| Gianfranco D'Angelo (ospite, non giudicato) | comico                                  |
| Ucio Bicio (interpretato da Pietro Ubaldi)  | doppiatore                              |
| Quintino Aroi                               | artisti su tela                         |
| Diego Caputo                                | ballerino, imitatore di Michael Jackson |

Al termine della puntata i giudici si riuniscono a Palazzo Brancaccio in Roma per scegliere i semifinalisti tra i 181 concorrenti fatti passare nelle audizioni durante il cosiddetto Selection Day. I giudici scelgono 23 semifinalisti, più un 24º scelto dal pubblico con un votazione web tramite la Fonzies Wild Card. Oltre ai 24 semifinalisti, vengono aggiunti i 4 concorrenti passati con i Golden Buzzer.

## Semifinali
Di seguito la tabella con i 28 semifinalisti del programma, di cui 23 passati tramite il Selection Day, 4 passati con i Golden Buzzer durante le audizioni ed uno scelto tramite il web-voto della Fonzies Wild Card.
| Nome dei semifinalisti             | Tipologia                               |
| ---------------------------------- | --------------------------------------- |
| Straduri Killa                     | bambini freestyler                      |
| Shark & Groove                     | duo di cantanti hip-hop                 |
| Lucy Imbergerova con il cane Deril | addestratrice con cane                  |
| Mary Sarnataro                     | comica e cabarettista                   |
| Francesco Ferraro (in arte Cisky)  | ballerino contorsionista                |
| Vanity Crew                        | ballerini sui tacchi                    |
| Joel                               | gruppo di cantanti                      |
| Alessandro e Alessandro            | ballerini di polka chinata              |
| Martina Giammarini                 | ballerina classica                      |
| Les Farfadais                      | ballerini                               |
| Amber Dutta                        | ballerina bolliwoodiana                 |
| Caterina Giordano                  | cantante                                |
| Gaggi Yatarov                      | atleta che pratica calisthenics         |
| Nerd Force Crew                    | ballerini di vari generi                |
| Teatribù                           | attori d'improvvisazione                |
| Toni Bonji                         | comico e finto artista di ombre cinesi  |
| Electricity                        | performer del buio                      |
| N.Ough Megacrew                    | ballerini hip-hop                       |
| Poterico                           | gruppo di musicisti                     |
| Skuba Libre                        | rapper interpretante "Il Calabrone"     |
| Simone Al Ani                      | manipolatore dinamico                   |
| Elisa Lamberti                     | acrobata aerea                          |
| Marianna De Sanctis                | artista specializzata in hula hoop      |
| Roberto ReacTj Giuliano            | esecutore di musica elettronica         |
| Katrina Asfardi                    | contorsionista                          |
| I Lux Arcana                       | esibizione con il fuoco                 |
| Diego Caputo                       | ballerino, imitatore di Michael Jackson |
| I Camillas                         | duo di cantanti comici                  |

L'ultimo posto disponibile per accedere alle semifinali se lo giocano Magica Rosy con il cane Olly ( maga con il suo cane), Amir Almussawi (beatboxer), Claudio Lauretta (imitatore) e I Camillas (duo di cantanti comici). I giudici non sono riusciti a prendere una decisione sul loro destino, quindi le persone da casa potranno votare il loro preferito: chi ottiene più voti si aggiudica l'ultimo posto disponibile per le semifinali. Durante la prima semifinale viene reso noto che i Camillas hanno ricevuto più voti diventando i 28esimi semifinalisti.

### Ottava puntata - 1ª Semifinale
La prima semifinale in diretta è andata in onda il 30 aprile 2015. In questa puntata si esibiscono i primi 14 semifinalisti suddivisi in due manche da 7 concorrenti ciascuna. In ogni manche passano i primi due concorrenti più votati al televoto, più un terzo deciso dai giudici tramite il Golden Buzzer. Al termine della puntata si avranno i primi sei finalisti, tre per manche.
Ospiti: Alessandro Frola

#### Legenda
- Finalista grazie al televoto
- Finalista grazie al Golden Buzzer
- Concorrente eliminatonon c'era buzz intenzionali durante uno di questi spettacoli.

| Manche | Nome concorrente                   | Tipologia                              | Esito                                                          |
| ------ | ---------------------------------- | -------------------------------------- | -------------------------------------------------------------- |
| 1ª     | Gaggi Yatarov                      | atleta flag-man                        | Passa in finale grazie al televoto                             |
| 1ª     | Martina Giammarini                 | ballerina classica                     | Passa in finale grazie al Golden Buzzer di Luciana Littizzetto |
| 1ª     | Vanity Crew                        | ballerini sui tacchi                   | Passano in finale grazie al televoto                           |
| 1ª     | Electricity                        | performer di luci e buio               | Eliminati                                                      |
| 1ª     | Joel                               | gruppo di cantanti                     | Eliminati                                                      |
| 1ª     | Lucy Imbergerova con il cane Deril | addestratrice con cane                 | Eliminati                                                      |
| 1ª     | Marianna De Sanctis                | artista specializzata in hula hoop     | Eliminata                                                      |
| 2ª     | N.ough Megacrew                    | crew di ballerini hip-hop              | Eliminati                                                      |
| 2ª     | Caterina Giordano                  | cantante                               | Passa in finale grazie al Golden Buzzer di Nina Zilli          |
| 2ª     | Amber Dutta                        | ballerina bollywoodiana                | Eliminata                                                      |
| 2ª     | Elisa Lamberti                     | acrobata aerea                         | Eliminata                                                      |
| 2ª     | Roberto Giuliano (in arte ReacTj)  | deejay esecutore di musica elettronica | Eliminato                                                      |
| 2ª     | Toni Bonji                         | comico                                 | Passa in finale grazie al televoto                             |
| 2ª     | Francesco Ferraro (in arte Cisky)  | ballerino contorsionista               | Passa in finale grazie al televoto                             |

### Nona puntata - 2ª Semifinale
La seconda semifinale in diretta è andata in onda il 7 maggio 2015. Si esibiscono i rimanenti 14 semifinalisti, ottenendo a fine puntata gli altri sei finalisti del programma. Tra gli ospiti vi sono i Pentatonix, gruppo di cantanti a cappella, ed il pianista Benjamin Clementine.
Ospiti: Pentatonix, Benjamin Clementine

#### Legenda
- Finalista grazie al televoto
- Finalista grazie al Golden Buzzer
- Concorrente eliminato

| Manche | Nome concorrente        | Tipologia                                  | Esito                                                                   | Buzz di                       |
| ------ | ----------------------- | ------------------------------------------ | ----------------------------------------------------------------------- | ----------------------------- |
| 1ª     | Diego Caputo            | ballerino imitatore di Michael Jackson     | Eliminato                                                               | Frank, Nina                   |
| 1ª     | Straduri Killa          | bambini freestyler                         | Passano in finale grazie al televoto                                    |                               |
| 1ª     | Les Farfadais           | acrobati                                   | Eliminati                                                               |                               |
| 1ª     | Mary Sarnataro          | cabarettista                               | Eliminata                                                               |                               |
| 1ª     | Skuba Libre             | rapper interpretante Ave Maria di Schubert | Passa in finale come terzo classificato al televoto senza Golden Buzzer |                               |
| 1ª     | Simone Al Ani           | manipolatore dinamico di sfere             | Passa in finale grazie al televoto                                      |                               |
| 1ª     | Poterico                | band di musicisti                          | Eliminati                                                               |                               |
| 2ª     | Katrina Asfardi         | ballerina                                  | Eliminata                                                               | Frank                         |
| 2ª     | Nerd Force Crew         | crew di ballerini hip-hop                  | Passano in finale grazie al televoto                                    |                               |
| 2ª     | Camillas                | cantanti comici                            | Passano in finale grazie al Golden Buzzer di Frank Matano               |                               |
| 2ª     | Alessandro e Alessandro | ballerini di polka chinata                 | Eliminati                                                               | Claudio (rimosso dopo), Frank |
| 2ª     | Shark & Groove          | duo di rapper                              | Passano in finale grazie al televoto                                    |                               |
| 2ª     | Teatribù                | attori d'improvvisazione                   | Eliminati                                                               |                               |
| 2ª     | Lux Arcana              | performer con fuoco e giochi pirotecnici   | Eliminati                                                               |                               |

## Finale - 14 maggio

### Decima puntata (Finale)
La finale del programma in diretta è andata in onda il 14 maggio 2015 trasmessa in simultanea anche su Cielo. Si scontrano in un'unica manche i 12 finalisti del programma. Tra gli ospiti vi sono i Diversity, crew vincitrice di Britain's Got Talent nel 2009, Simon Cowell, creatore del format, e Alessandro Cattelan, in veste di promotore della nona edizione di X Factor. Dopo aver assistito alle 12 performance, la conduttrice Vanessa Incontrada legge i nomi dei tre artisti arrivati sul podio secondo il televoto, per poi proclamare successivamente il vincitore.
Ospiti: Diversity, Simon Cowell, Alessandro Cattelan

#### Legenda
- NP:  Non sul podio

| Posizione | Nome Artista                      | Genere                   |
| --------- | --------------------------------- | ------------------------ |
| 1º        | Simone Al Ani                     | Manipolatore dinamico    |
| 2º        | Straduri Killa                    | Bambini freestyler       |
| 3º        | Shark & Groove                    | Duo di rapper            |
| NP        | Toni Bonji                        | Comico                   |
| NP        | Gaggi Yatarov                     | Atleta flag-man          |
| NP        | Skuba Libre                       | Rapper                   |
| NP        | Nerd Force Crew                   | Ballerini                |
| NP        | Caterina Giordano                 | Cantante                 |
| NP        | Martina Giammarini                | Ballerina                |
| NP        | Francesco Ferraro (in arte Cisky) | Ballerino contorsionista |
| NP        | Camillas                          | Cantanti comici          |
| NP        | Vanity Crew                       | Ballerini sui tacchi     |

Vince questa edizione di Italia's Got Talent il manipolatore dinamico Simone Al Ani, seguito al 2º posto dalla banda di bambini freestyler Straduri Killa e al 3° da Shark & Groove, cantautori.

## Ascolti
| 1  | Audizioni                 | 12 marzo 2015  | 1 112 000 | 2,94% | 20 marzo 2015  | 720 000   | 2,62%  | 1 832 000*  | 5,56% |
| 2  | Audizioni                 | 19 marzo 2015  | 1 118 000 | 3,60% | 27 marzo 2015  | 894 000   | 3,28%  | 2 012 000*  | 6,88% |
| 3  | Audizioni                 | 26 marzo 2015  | 1 000 000 | 2,90% | 3 aprile 2015  | 967 000   | 3,80%  | 1 967 000*  | 6,7%  |
| 4  | Audizioni                 | 2 aprile 2015  | 1 017 000 | 2,75% | 10 aprile 2015 | 962 812   | 3,5%   | 1 979 812*  | 6,25% |
| 5  | Audizioni                 | 9 aprile 2015  | 1 017 000 | 2,91% | 17 aprile 2015 | 1 012 000 | 3,81%  | 2 029 000*  | 6,72% |
| 6  | Audizioni                 | 16 aprile 2015 | 893 000   | 2,89% | 24 aprile 2015 | 972 000   | 3,80%  | 1 865 000*  | 6,69% |
| 7  | Audizioni + Selection Day | 23 aprile 2015 | 989 000   | 3,00% | 1 maggio 2015  | 1 002 000 | 4,09%  | 1 991 000*  | 7,09% |
| 8  | Semifinale 1              | 30 aprile 2015 | 941 000   | 3,30% | 8 maggio 2015  | 1 057 000 | 4,58%  | 1 998 000*  | 7,78% |
| 9  | Semifinale 2              | 7 maggio 2015  | 655 638   | 2,54% | 11 maggio 2015 | 697 000   | 2,95%  | 1 352 638*  | 5,44% |
| 10 | Finale                    | 14 maggio 2015 | 856 759   | 3,22% | 14 maggio 2015 | 837 106   | 3,44 % | 1 693 759** | 6,66% |
|    |                           | Media          | 959 800   | 3,00% | Media          | 912 091   | 3,58%  | 1 872 020   | 6,58% |

* ascolti differiti dalla messa in onda ufficiale
** ascolto in diretta (sommato dai canali di messa in onda ufficiale)